# Villa Vigoni
Villa Vigoni è un edificio storico di Milano, nel centro del quartiere Lambrate, in via Saccardo n. 42

## Storia e descrizione
In ordine all'origine dell'edificio, di origine quattrocentesca, vi è incertezza sulla natura monastica o di edificio fortificato. Al giorno d'oggi l'edificio si presenta come una villa a due piani con pianta ad L in cui è ben riconoscibile una parte turrita con un grande arco d'ingresso.
Il cortile interno si presenta porticato con colonne con scudi decorativi sul capitello. Nella villa vi sono resti di camminamenti sotterranei.

## Omonimia
Reca la stessa denominazione "una lussuosa proprietà dello Stato tedesco in Italia, in provincia di Como", precisamente a Loveno, appartenuta a Giuseppe Vigoni, sede di una raccolta artistica e oggi di un centro italo-tedesco.